# 九条幸経
九条 幸経（くじょう ゆきつね）は、江戸時代後期の公卿。実父は鷹司政通。号は平等信院。正二位、権大納言。

## 略歴
文政6年（1823年）に鷹司政通の三男として生まれ、九条尚忠の養子となる。文政6年（1835年）10月4日、叙従三位。
安政6年（1859年）、37歳で死去。尚忠の長男九条道孝が養嗣子となって跡を継いだ。

## 家族・親族
妻は姫路藩主酒井忠学の次女・酒井肫子（あつこ、初名は銉）。
尚忠の長男である九条道孝のほか、尚忠の猶子であった日栄（伏見宮邦家親王第10王女）を養子としている。
- 父：鷹司政通
- 母：家女房
- 養父：九条尚忠
- 妻：酒井肫子　- 姫路藩主酒井忠学の次女
- 養子
  - 九条道孝　- 養父尚忠の長男、表向きは幸経の長男。
  - 日栄 - 伏見宮邦家親王の王女

## 系譜
東山天皇の男系五世子孫である。東山天皇の孫（閑院宮直仁親王の子）で鷹司家を継いだ鷹司輔平の男系後裔。

詳細は皇別摂家#系図も参照のこと。

## 官歴
- 天保5年（1834年） - 従五位下
- 天保5年（1834年） - 従四位下
- 天保5年（1834年） - 左近衛権少将
- 天保6年（1835年） - 左近衛権中将
- 天保6年（1835年） - 正四位下
- 天保6年（1835年） - 従三位
- 天保7年（1836年） - 権中納言
- 天保10年（1839年） - 正三位
- 天保10年（1839年） - 踏歌外弁
- 天保13年（1842年） - 権大納言
- 天保14年（1843年） - 従二位
- 弘化2年（1845年） - 正二位